# العلاقات التوغوية الفيتنامية
العلاقات التوغولية الفيتنامية هي العلاقات الثنائية التي تجمع بين توغو وفيتنام.

## مقارنة بين البلدين
هذه مقارنة عامة ومرجعية للدولتين:
| وجه المقارنة                                              | توغو            | فيتنام           |
| --------------------------------------------------------- | --------------- | ---------------- |
| المساحة (كم2)                                             | 56.78 ألف       | 331.69 ألف       |
| عدد السكان (نسمة)                                         | 7.80 مليون      | 94.66 مليون      |
| الكثافة السكانية (ن./كم²)                                 | 137.37          | 285.39           |
| العاصمة                                                   | لومي            | هانوي            |
| اللغة الرسمية                                             | لغة فرنسية      | اللغة الفيتنامية |
| العملة                                                    | فرنك غرب أفريقي | دونغ فيتنامي     |
| الناتج المحلي الإجمالي (بليون دولار)                      | 4.81 مليار      | 234.19 مليار     |
| الناتج المحلي الإجمالي (تعادل القوة الشرائية) بليون دولار | 10.67 مليار     | 553.42 مليار     |
| الناتج المحلي الإجمالي الاسمي للفرد دولار أمريكي          | 559             | 2.48 ألف         |
| الناتج المحلي الإجمالي للفرد دولار أمريكي                 | 1.43 ألف        | 5.63 ألف         |
| مؤشر التنمية البشرية                                      | 0.484           | 0.666            |
| رمز المكالمات الدولي                                      | +228            | +84              |
| رمز الإنترنت                                              | .tg             | .vn              |
| المنطقة الزمنية                                           | 00              | ت ع م+07:00      |

## منظمات دولية مشتركة
يشترك البلدان في عضوية مجموعة من المنظمات الدولية، منها:
| علم المنظمة | اسم المنظمة                        | تاريخ انضمام توغو | تاريخ انضمام فيتنام |
| ----------- | ---------------------------------- | ----------------- | ------------------- |
|             | وكالة ضمان الاستثمار متعدد الأطراف | 15 أبريل 1988     | 5 أكتوبر 1994       |
|             | منظمة الشرطة الجنائية الدولية      | ?                 | ?                   |
|             | منظمة حظر الأسلحة الكيميائية       | ?                 | ?                   |
|             | منظمة التجارة العالمية             | ?                 | 11 يناير 2007       |
|             | الأمم المتحدة                      | 20 سبتمبر 1960    | 20 سبتمبر 1977      |
|             | مؤسسة التمويل الدولية              | 4 سبتمبر 1962     | 4 أغسطس 1967        |
|             | يونسكو                             | 17 نوفمبر 1960    | 6 يوليو 1951        |
|             | مؤسسة التنمية الدولية              | 21 أغسطس 1962     | 24 سبتمبر 1960      |
|             | البنك الدولي للإنشاء والتعمير      | 1 أغسطس 1962      | 21 سبتمبر 1956      |
|             | الاتحاد البريدي العالمي            | ?                 | ?                   |
|             | الاتحاد الدولي للاتصالات           | 14 سبتمبر 1961    | 24 سبتمبر 1951      |

## وصلات خارجية
- موقع وزارة الخارجية الفيتنامية